# Clemente Vargas Jr.
Clemente Vargas (Caracas, 30 de agosto de 1935-Caracas, 25 de julio de 1992), conocido como Clemente Vargas Jr. o el Junior, fue un locutor, disc-jockey y recitador venezolano. Fue considerado por el radiodifusor Oswaldo Yepes como una de las mejores voces de las últimas décadas del siglo XX de la radio venezolana.

## Biografía
Clemente Vargas Jr. inició su carrera en Radio Caracas Radio a comienzos de los años 60 con un programa dominical, de dos horas de duración, llamado «Desfile de Éxitos» en el que presentaba un resumen semanal de los discos más vendidos en Venezuela. Posteriormente conduciría en Radio Caracas el espacio «Un hombre y su música» y desde 1965 hasta 1969 animaría «El Hit Parade de Venezuela» en RCTV.
Tiempo después, Clemente Vargas Jr. trabajó en las estaciones de radio venezolanas Radio Capital, Radio Uno 101.5 y RQ-910. Finalmente formó parte de KYS FM donde continuó con Desfile de Éxitos y manejó otro programa llamado «La Discoteca de Junior».

## Discos

### Recopilaciones de cantantes
En los años 60, Clemente Vargas Jr. recopiló  en varios LP las canciones de los artistas promovidos por él en su espacio radial. Los discos tenían el nombre de Éxitos del Junior y estaban producidos conjuntamente por la distribuidora de discos Odeón y Fadevica.
Más tarde publicó una serie de LP llamada Apollo, nombrada así en honor del programa espacial estadounidense. La serie fue realizada por la compañía discográfica  CBS y Clemente Vargas Jr. Con la Velvet, Clemente Vargas Jr. lanzó en 1967 un LP llamado El Junior en Europa.

### La última palabra
En 1972, Clemente Vargas Jr. grabó La última palabra, un LP con poemas o canciones recitadas por él y que tenían una música de fondo.
| N.º | Título                               | Duración |  |
| 1.  | «Desiderata»                         |          |  |
| 2.  | «Está lloviendo»                     |          |  |
| 3.  | «De noche»                           |          |  |
| 4.  | «¿Porqué estás tan triste?»          |          |  |
| 5.  | «Mi voz habrás de escuchar»          |          |  |
| 6.  | «Concierto para el final de un amor» |          |  |
| 7.  | «La última palabra»                  |          |  |
| 8.  | «Dame el dedito»                     |          |  |
| 9.  | «La distancia a la luna»             |          |  |
| 10. | «¿Por qué?»                          |          |  |
| 11. | «Para ti amor»                       |          |  |
| 12. | «Celeste»                            |          |  |

El LP salió en una época durante la cual varios actores y locutores, como Luis Gerardo Tovar, hacían discos con temas declamados por ellos.